# Fluorapatita rica en carbonat
La fluorapatita rica en carbonat és una varietat de l'apatita. Fou anomenada l'any 1906 per Peter Nokoláievitx Txirvinski (com a carbapatita) o l'any 1916 per Reinhard Brauns (Carbonapatita), per la presència de carbonat en substitució del fosfat. Inicialment tingué diferents sinònims com ara pseudoapatita, francolita, col·lofana, dahlita, carbapatita, podolita, quercilita, kurskuta, grodnolita, etc. Molts d'aquests sinònims no s'aplicaven estrictament en fases riques en fluor.
El mineral tipus es va trobar en capes sedimentàries de fosfat, en forma de nòduls durs. També es forma com a mineral accessori en mineralitzacions tardanes en pegmatites granítiques i més rarament en vetes polimetàl·liques.

## Classificació
Malgrat que és una espècie no aprovada per l'IMA i sol ser considerada una varietat de la fluorapatita, algunes classificacions minerals com ara la de Nickel-Strunz, la qual la classifica dins el grup "08.BN - Fosfats, etc. amb anions addicionals, sense H2O, només amb cations de mida gran, (OH, etc.):RO4 = 0,33:1» juntament amb els següents minerals: belovita-(Ce), dehrnita, carbonatohidroxilapatita, clorapatita, mimetita-M, johnbaumita-M, fluorapatita, hedifana, hidroxilapatita, johnbaumita, mimetita, morelandita, piromorfita, fluorstrofita, svabita, turneaureïta, vanadinita, belovita-(La), deloneïta, fluorcafita, kuannersuïta-(Ce), hidroxilapatita-M, fosfohedifana, estronadelfita, fluorfosfohedifana, miyahisaïta, alforsita i arctita.